# Parque provincial Grupo de la Isla Grande del Iguazú Superior
El parque provincial Grupo de la Isla Grande del Iguazú Superior es un área natural protegida de la provincia de Misiones en Argentina que comprende las islas e islotes de dominio provincial en el río Iguazú desde el kilómetro 95 al 100. Este archipiélago de unas 150 ha es conocido como Grupo de la Isla Grande y se encuentra en el departamento General Manuel Belgrano frente a la península de Andresito.
El grupo está conformado por 4 islas: la isla Grande de 100 hectáreas, una de 32 ha, otra de 10 ha, una isla pequeña y un grupo de islotes. En las islas se hallaron 67 especies vegetales y 34 especies de aves.

## Creación
El parque provincial fue creado el 23 de junio de 2005 por medio de la sanción de la ley provincial n.º 4203:

Declárase Área Natural Protegida con la categoría de Parque Provincial, en el marco de lo establecido en la Ley XVI - Nº 29 (Antes Ley 2932), con la denominación "Grupo de la Isla Grande del Iguazú Superior", las islas e islotes de dominio público del Estado ubicadas en el río Iguazú desde el kilómetro 95 al 100 de la denominación de la subprefectura de zona y de acuerdo a cartografía existente en la Provincia.

## Parque provincial del Río Iguazú
El 30 de octubre de 2008 fue sancionada la ley n.º 4467 que creó el parque provincial del Río Iguazú incorporando el parque provincial Grupo de la Isla Grande del Iguazú Superior:

ARTÍCULO 3.-El Parque Provincial del Río Iguazú creado por la presente Ley, comprende el sector argentino del Río Iguazú, extendiéndose desde la línea de ribera en costa argentina hasta el límite internacional con la República Federativa del Brasil (el actual y/o el que en el futuro se modifique por variación del régimen del recurso); y desde el límite Este de la Provincia (desembocadura en el Río Iguazú del Arroyo San Antonio), hasta una línea imaginaria, como límite al Oeste, trazada doscientos (200) metros aguas arriba del emplazamiento del Puente Internacional, que comunica a la Argentina con la República Federativa del Brasil, como así también las islas formadas en el lado argentino del cauce de tal río. Asimismo comprende y con la categoría adicional de “paisaje especialmente protegido” el sector argentino de las Cataratas formadas en dicho río.

La ley también dispuso:

ARTÍCULO 5.-Anéxase al Parque Provincial del Río Iguazú, como zona auxiliar protectora, en los términos y alcances de la Ley XVI - Nº 53 (Antes Ley 3426), y con el carácter de Área Natural Protegida, afectadas también a la protección de la fauna, las fajas de bosques nativos en galería, existentes conforme Artículo 1, Inciso b, de dicha Ley, en la zona ribereña del Río Iguazú, en el Departamento General Manuel Belgrano.

La Administración de Parques Nacionales interpuso una acción declarativa de inconstitucionalidad de la ley ante la Corte Suprema de la Nación, alegando que las cataratas del Iguazú forman parte del parque nacional Iguazú, lo que fue contestado por la provincia de Misiones alegando que dicho parque nacional solo alcanza hasta la ribera del río Iguazú. El 29 de agosto de 2013 fue sancionada la ley XVI n.º 112 que incorporó el artículo 10 expresando que:

El Poder Ejecutivo no realiza acto alguno ni dispone normas reglamentarias para la aplicación de la presente Ley, que importan afectar los fines específicos del establecimiento de utilidad nacional “Parque Nacional Iguazú” (...)

El 10 de agosto de 2017 la Corte Suprema de la Nación falló declarando la inconstitucionalidad de ambas leyes señalando que el parque nacional Iguazú fue creado a fin de proteger y conservar el fenómeno natural de las cataratas y que el sector del río al que se refiere la normativa citada, se encuentra sometido a la jurisdicción del Estado nacional. Por ese fallo el parque provincial del Río Iguazú quedó sin efecto y el parque provincial Grupo de la Isla Grande del Iguazú Superior mantiene su vigencia.